# Johannes Schneider (Theologe, 1857)
Johannes Konrad August Ferdinand Schneider (* 7. Juli 1857 in Höxter; † 12. August 1930 ebenda) war ein deutscher evangelisch-lutherischer Theologe.

## Leben
Schneider, ein Sohn des Pfarrers Friedrich Robert Schneider (1827–1893), wurde nach dem Studium der Evangelischen Theologie in Greifswald, Leipzig und Bonn 1881 Hilfsprediger in Hausberge. 1882 wurde er Pfarrverwalter in Herlinghausen (heute Ortsteil von Warburg), wo er auch ordiniert wurde. Im folgenden Jahr wechselte er in das Pfarramt in Lichtenau in Westfalen, 1891 in die lutherische Gemeinde Elberfeld. Ab 1918 arbeitete er in Berlin, zuerst als Referent im Evangelischen Oberkirchenrat der preußischen Landeskirche, ab 1924 als Oberkonsistorialrat im Kirchenbundesamt des Deutschen Evangelischen Kirchenbundes. Nebenamtlich war er ab 1922 Honorarprofessor an der Universität Berlin und ab 1923 Leiter des Kirchenstatistischen Amtes des Deutschen Evangelischen Kirchenausschusses.

## Werk
Schneider ist vor allem als Gründer und langjähriger Herausgeber des Kirchlichen Jahrbuchs bekannt. Seit 1893 gab er den von seinem Vater 1873 gegründeten Amtskalender für evangelische Geistliche heraus. Im zweiten Teil stellte er Informationen über den Personalstatus der Landeskirchen und der Fakultäten sowie Nachrichten aus dem kirchlichen Leben zusammen, die bald auch separat im C. Bertelsmann Verlag erschienen, zuerst als Theologisches Jahrbuch auf das Jahr ..., ab 1900 als Kirchliches Jahrbuch auf das Jahr .... Schneider gab das Jahrbuch, das ab 1910 Kirchliches Jahrbuch für die evangelischen Landeskirchen Deutschlands hieß, bis zu seinem Tod heraus und wurde so zu einem der Pioniere der kirchlichen Statistik. Sein Nachfolger als Herausgeber wurde Hermann Sasse. 1917 zeichnete die Universität Greifswald Schneider mit der Ehrendoktorwürde aus.

## Schriften (Auswahl)
- Bekenntniskirche oder Zweckverband? Eine Darstellung und Beurteilung der kirchen- und verfassungsrechtlichen Änderungsvorschläge D. Zoellners. Bertelsmann, Gütersloh 1917.
- Was leistet die Kirche dem Staat und dem Volk? Vortrag, gehalten auf der August-Konferenz in Berlin am 22. August 1918. Bertelsmann, Gütersloh 1919.
- Literatur zur Kirchenfrage der Gegenwart. Flugschriftenverlag des Evang. Preßverbandes, Berlin 1919.
- Wesen, Wert und Zweck der Kirchen-Statistik. Bertelsmann, Gütersloh 1926.
- Die kirchliche Statistik in ihrer apologetischen Bedeutung. Bertelsmann, Gütersloh 1929.
- Die kirchenstatistische Lage der Gegenwart 1930. Bertelsmann, Gütersloh o. J.